# Kirchseelte
Kirchseelte település Németországban, azon belül Alsó-Szászország tartományban. Lakosainak száma 1149 fő (2023. december 31.).

## Népesség
A település népességének változása:
| Lakosok száma | 1199 | 1176 | 1161 | 1172 | 1150 | 1149 |
|               | 2016 | 2017 | 2019 | 2021 | 2022 | 2023 |